# Sky Diver (Walibi Belgium)
Sky Diver was een attractie in familiepretpark Walibi Belgium in Waver.
Sky Diver was een SkyDiver-attractie, gebouwd door Funtime. Hij was gesitueerd nabij de Dalton Terror en de oude Tornado. De attractie was een betaalattractie. Voor ongeveer 20 euro kon je alleen, met twee of met drie personen plaatsnemen in een harnas om je vervolgens vanaf een hoogte van meer dan 50 meter naar beneden te laten storten met een snelheid van meer dan 100 kilometer per uur. De capaciteit van de Sky Diver was ongeveer 38 personen per uur.
De attractie heeft slechts drie jaar in het park gestaan. Hij werd geplaatst in 2004, maar werd in 2006 alweer afgebroken omdat hij in de weg stond voor Walibi's nieuwe attractie Vertigo. Wanneer Vertigo in 2008 weer werd verwijderd, kwam de Sky Diver niet meer terug.
Afbeeldingen · Geschiedenis van Walibi Belgium